# Асніс Аркадій Юхимович
Арка́дій (Авра́м) Юхи́мович А́сніс (12 серпня 1908, Одеса — 29 березня 1987, Київ) — український радянський науковець-електрозварювальник, матеріалознавець. Доктор технічних наук (1963), професор (1968). Дворазовий лауреат Державної премії УРСР в галузі науки і техніки (1972, 1982).

## Життєпис
Народився 12 серпня 1908 року в Одесі.
1934 року закінчив Ленінградський інститут інженерів залізничного транспорту. Відтоді ж працював на Київському паровозоремонтному заводі. 
З 1938 року — в Інституті електрозварювання ім. Є. О. Патона АН УРСР. У 1946—1950 роках — завідувач відділу технології зварювання. У різні періоди — заступник директора, завідувач експериментальних майстерень. 1966 року заснував відділ фізико-механічних досліджень зварювання конструкційних сталей, який очолював до кінця життя.
Двічі лауреат Державної премії УРСР в галузі науки і техніки (1972, 1982), премії Ради Міністрів СРСР (1980). 
Автор понад 300 наукових робіт. Одну з його робіт «Газове різання спеціальних сталей» вміщено в «Збірник до 75-річчя з дня народження та 50-річчя наукової діяльності Євгена Оскаровича Патона», 1946, Київ, АН УРСР. 1979 року — в колективі авторів авторського свідоцтва на новий вид конструкційної сталі — серед інших, В. І. Труфяков.
Син — науковець-електрозварювальник, інженер-механік, доктор технічних наук Юхим Асніс (1935—2020).
Жив у Києві, в будинку № 2 на бульварі Лесі Українки. Помер на 79-му році життя 29 березня 1987 року.